# Necoclí

Bandeira de Necoclí.

Localização de Necoclí, no departamento de Antioquia.

Necoclí é uma cidade e município da Colômbia, no departamento de Antioquia. Dista 424 quilómetros de Medellín, capital do departamento. Possui uma superfície de 1.361 quilómetros quadrados e sua população, conforme o censo de 2002, é formada por 40.277 habitantes.